# Willi Giesemann
Wilhelm Giesemann, noto come Willi Giesemann (Braunschweig, 2 settembre 1937 – Braunschweig, 4 ottobre 2024), è stato un calciatore tedesco, di ruolo centrocampista.

## Carriera
Giocò nella prima divisione tedesca.

## Palmarès

### Club

#### Competizioni nazionali
- Coppa di Germania: 1

Amburgo: 1962-1963